# Flammerécourt
Flammerécourt est une commune française située dans le département de la Haute-Marne, en région Grand Est.

## Géographie
La commune est traversée du sud au nord par le Blaiseron, rivière d'une longueur de 20 km, affluent de la Blaise.

### Hydrographie
La commune est dans la région hydrographique « la Seine de sa source au confluent de l'Oise (exclu) » au sein du bassin Seine-Normandie. Elle est drainée par le Blaiseron et,.
Le Blaiseron, d'une longueur de 20 km, prend sa source dans la commune de Ambonville et se jette  dans la Blaise à Courcelles-sur-Blaise, après avoir traversé huit communes.

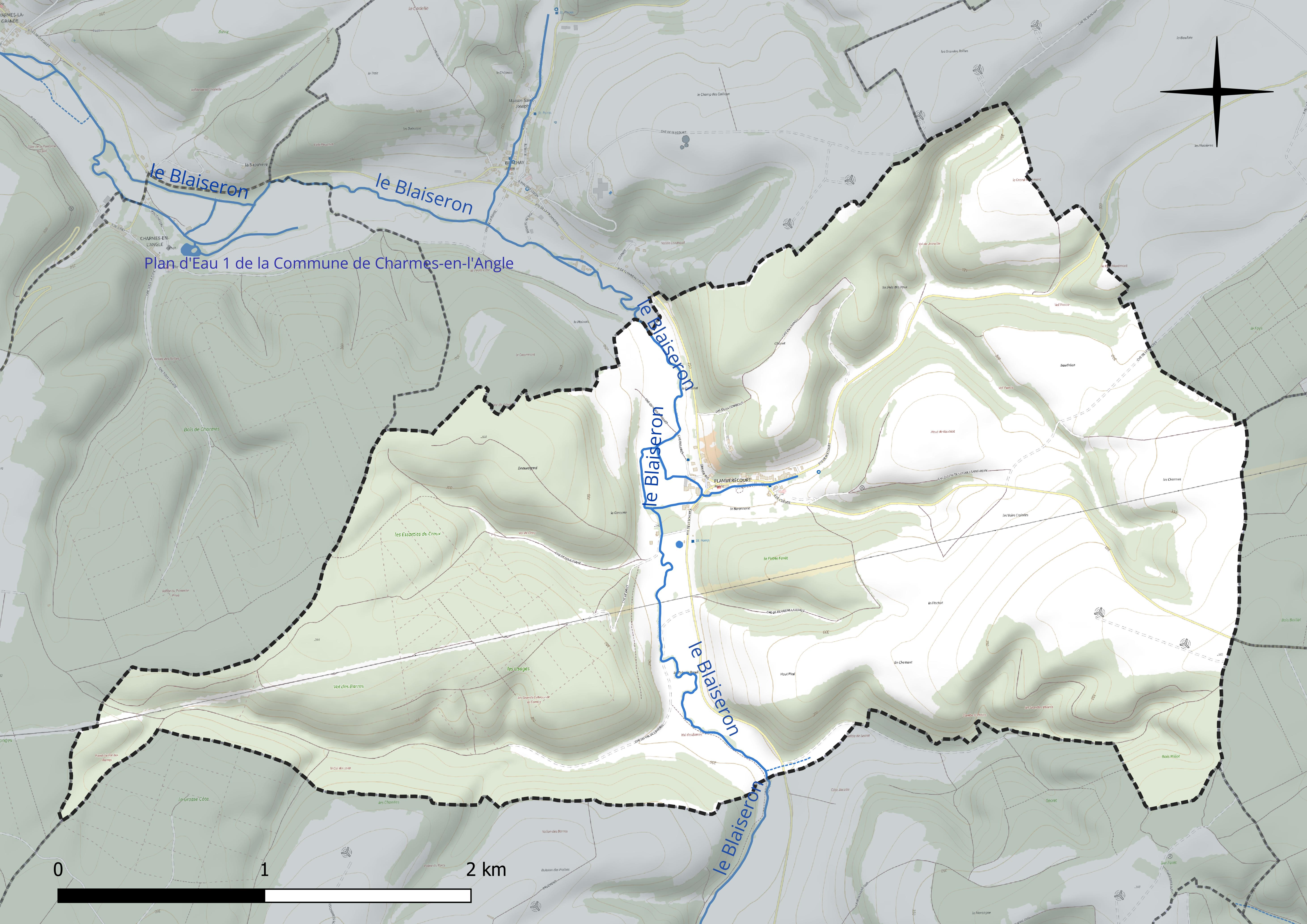
Réseau hydrographique de Flammerécourt.

### Climat
Pour des articles plus généraux, voir Climat du Grand Est et Climat de la Haute-Marne.
En 2010, le climat de la commune est de type climat de montagne, selon une étude du Centre national de la recherche scientifique s'appuyant sur une série de données couvrant la période 1971-2000. En 2020, Météo-France publie une typologie des climats de la France métropolitaine dans laquelle la commune est exposée à un climat océanique altéré et est dans la région climatique Lorraine, plateau de Langres, Morvan, caractérisée par un hiver rude (1,5 °C), des vents modérés et des brouillards fréquents en automne et hiver.
Pour la période 1971-2000, la température annuelle moyenne est de 10,4 °C, avec une amplitude thermique annuelle de 16 °C. Le cumul annuel moyen de précipitations est de 979 mm, avec 12,8 jours de précipitations en janvier et 9,6 jours en juillet. Pour la période 1991-2020, la température moyenne annuelle observée sur la station météorologique de Météo-France la plus proche, « Blécourt », sur la commune de Blécourt à 4 km à vol d'oiseau, est de 10,8 °C et le cumul annuel moyen de précipitations est de 879,6 mm. 
La température maximale relevée sur cette station est de 40,2 °C, atteinte le 25 juillet 2019 ; la température minimale est de −18 °C, atteinte le 20 décembre 2009,,.
Les paramètres climatiques de la commune ont été estimés pour le milieu du siècle (2041-2070) selon différents scénarios d'émission de gaz à effet de serre à partir des nouvelles projections climatiques de référence DRIAS-2020. Ils sont consultables sur un site dédié publié par Météo-France en novembre 2022.

## Urbanisme

### Typologie
Au 1er janvier 2024, Flammerécourt est catégorisée commune rurale à habitat dispersé, selon la nouvelle grille communale de densité à sept niveaux définie par l'Insee en 2022.
Elle est située hors unité urbaine. Par ailleurs la commune fait partie de l'aire d'attraction de Chaumont, dont elle est une commune de la couronne,. Cette aire, qui regroupe 112 communes, est catégorisée dans les aires de 50 000 à moins de 200 000 habitants,.

### Occupation des sols
L'occupation des sols de la commune, telle qu'elle ressort de la base de données européenne d’occupation biophysique des sols Corine Land Cover (CLC), est marquée par l'importance des forêts et milieux semi-naturels (62,5 % en 2018), en diminution par rapport à 1990 (63,4 %). La répartition détaillée en 2018 est la suivante : 
forêts (62,5 %), terres arables (26,3 %), prairies (11,2 %). L'évolution de l’occupation des sols de la commune et de ses infrastructures peut être observée sur les différentes représentations cartographiques du territoire : la carte de Cassini (XVIIIe siècle), la carte d'état-major (1820-1866) et les cartes ou photos aériennes de l'IGN pour la période actuelle (1950 à aujourd'hui).

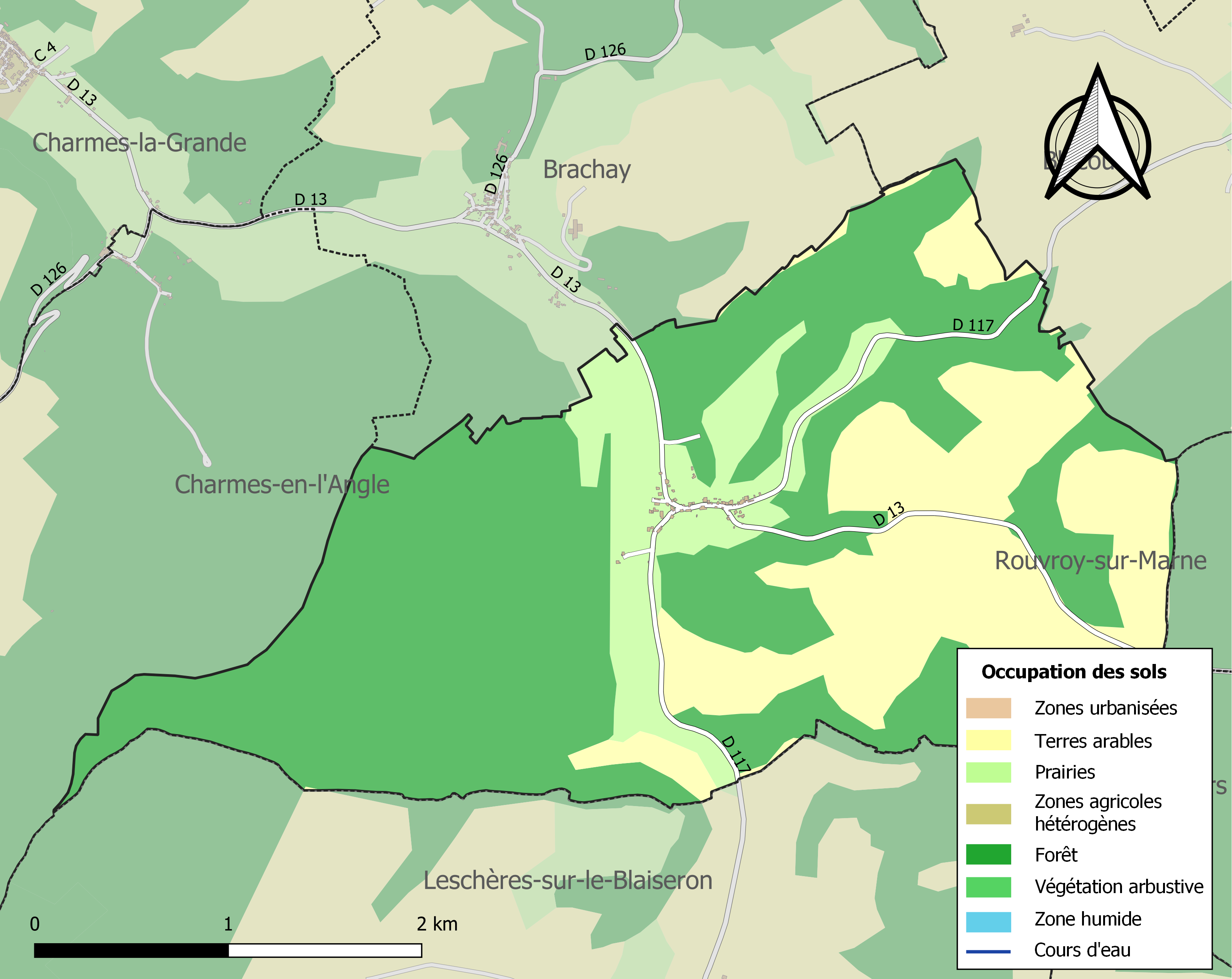
Carte des infrastructures et de l'occupation des sols de la commune en 2018 (CLC).

## Toponymie
Le nom de la localité est attesté sous les formes In comitatu Blesense, in fine Flamereicurte (IXe siècle) ; Flamericurtis (1140) ; Flemmereicort (1194) ; Flammericort (vers 1201) ; Flamerecurt (1217) ; Flamericuria, Flammericuria (1232) ; Flamericort (1247) ; Flamerecort (1250) ; Flamerecuria (1263) ; Flammericurtis (1268) ; Flamericourt (1323) ; Flamerécourt (1514) ; Flammerécourt (1763).

## Histoire
L'existence du village, ainsi que de son église, est attestée depuis le haut Moyen Âge. Une charte d'environ 876 indique qu'un certain Alledulfe fait don aux moines de l'abbaye de Montier-en-Der de ce qu'il possède à « in villâ Flammerei curtis », en échange de quoi il demande à être enterré dans l'abbaye. En 1030 est cité Boson, seigneur de Flammerécourt, comme étant un compagnon d'armes d'Étienne de Vaux, fondateur de la maison de Joinville. En 1204, sont cités comme seigneurs de Flammerécourt Aubertin et sa femme Helvide. Les premiers seigneurs du lieu sont donc des laïcs, vassaux des seigneurs de Joinville, mais le village appartient par la suite aux abbayes de Saint-Urbain et de Montier-en-Der.
Le prieuré de Saint-Thiébaut, de l'ordre des Bénédictins et dépendant de l'abbaye de Saint-Urbain, est fondé au début du XIIe siècle, probablement par les seigneurs de Joinville. Une charte de l'abbaye de Saint-Urbain de 1128 atteste son existence à cette date,.
L'abbaye de Clairvaux y possède également des propriétés ainsi que la commanderie templière du Corgebin qui y a fait construire la ferme des Barres. Des chartes de 1201 et 1217 indiquent également l'existence d'une léproserie ou d'une maladrerie au lieu-dit la Côte-Malade, probablement fondée par les seigneurs de Joinville.

## Politique et administration

### Liste des maires
| Période                                  | Période  | Identité        | Étiquette | Qualité                                                   |
| ---------------------------------------- | -------- | --------------- | --------- | --------------------------------------------------------- |
| Les données manquantes sont à compléter. |          |                 |           |                                                           |
| mars 2001                                | En cours | Jean-Marc Fèvre | UMP-LR    | Conseiller général Président de la Communauté de communes |

## Population et société

### Démographie
L'évolution du nombre d'habitants est connue à travers les recensements de la population effectués dans la commune depuis 1793. Pour les communes de moins de 10 000 habitants, une enquête de recensement portant sur toute la population est réalisée tous les cinq ans, les populations de référence des années intermédiaires étant quant à elles estimées par interpolation ou extrapolation. Pour la commune, le premier recensement exhaustif entrant dans le cadre du nouveau dispositif a été réalisé en 2005.

En 2022, la commune comptait 71 habitants, en évolution de +4,41 % par rapport à 2016 (Haute-Marne : −4,62 %, France hors Mayotte : +2,11 %).
| 1793 | 1800 | 1806 | 1821 | 1831 | 1836 | 1841 | 1846 | 1851 |
| ---- | ---- | ---- | ---- | ---- | ---- | ---- | ---- | ---- |
| 333  | 312  | 316  | 323  | 339  | 332  | 349  | 340  | 333  |

| 1856 | 1861 | 1866 | 1872 | 1876 | 1881 | 1886 | 1891 | 1896 |
| ---- | ---- | ---- | ---- | ---- | ---- | ---- | ---- | ---- |
| 291  | 278  | 238  | 225  | 226  | 227  | 215  | 202  | 188  |

| 1901 | 1906 | 1911 | 1921 | 1926 | 1931 | 1936 | 1946 | 1954 |
| ---- | ---- | ---- | ---- | ---- | ---- | ---- | ---- | ---- |
| 178  | 162  | 158  | 107  | 104  | 112  | 90   | 78   | 72   |

| 1962 | 1968 | 1975 | 1982 | 1990 | 1999 | 2005 | 2006 | 2010 |
| ---- | ---- | ---- | ---- | ---- | ---- | ---- | ---- | ---- |
| 88   | 83   | 73   | 70   | 64   | 62   | 72   | 72   | 67   |

| 2015 | 2020 | 2022 | - | - | - | - | - | - |
| ---- | ---- | ---- | - | - | - | - | - | - |
| 68   | 69   | 71   | - | - | - | - | - | - |

## Culture locale et patrimoine

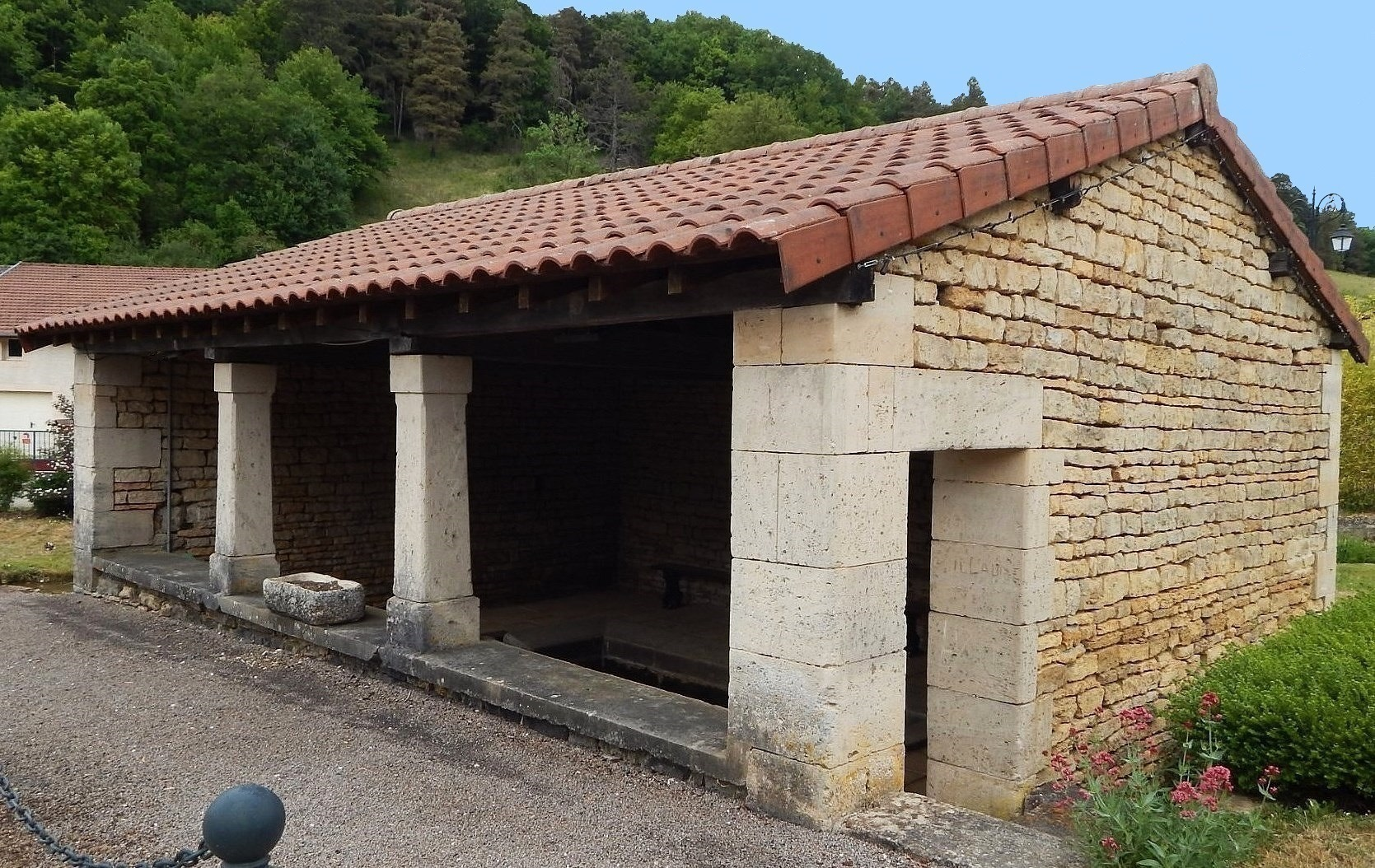
Le lavoir

### Lieux et monuments
- Château construit sous la régence (manoir du Lys). Pigeonnier circulaire démonté et reconstruit au début du XIXe (de forme rectangulaire). Écuries. Ancienne propriété de la famille Gény (branche « Geny de Flammerécourt ») et de la famille D'Engente Dumesnil D'Arrentieres.
- Le lavoir .